# Seraiki
Seraiki es un pueblo de Pakistán, uno de los más numerosos del mundo que no cuenta con estado propio. Los nativos del lugar (seraikis) son alrededor de 25 millones. Su idioma se denomina saraiki, que es muy parecido al panyabí, pero también con rasgos de sindhi.
Los saraikis viven principalmente en el sur de la Provincia de Panyab en Pakistán pero también en el distrito de Dera Ismael Khan en la provincia de Jaiber Pajtunjuá. Esta zona se denomina Saraikistán por los saraikis regionalistas. En diaspora se pueden encontrar saraikis en otras zonas de Pakistán, y además, en la India por la emigración de miles de hindúes saraikis después de la Partición de la India.

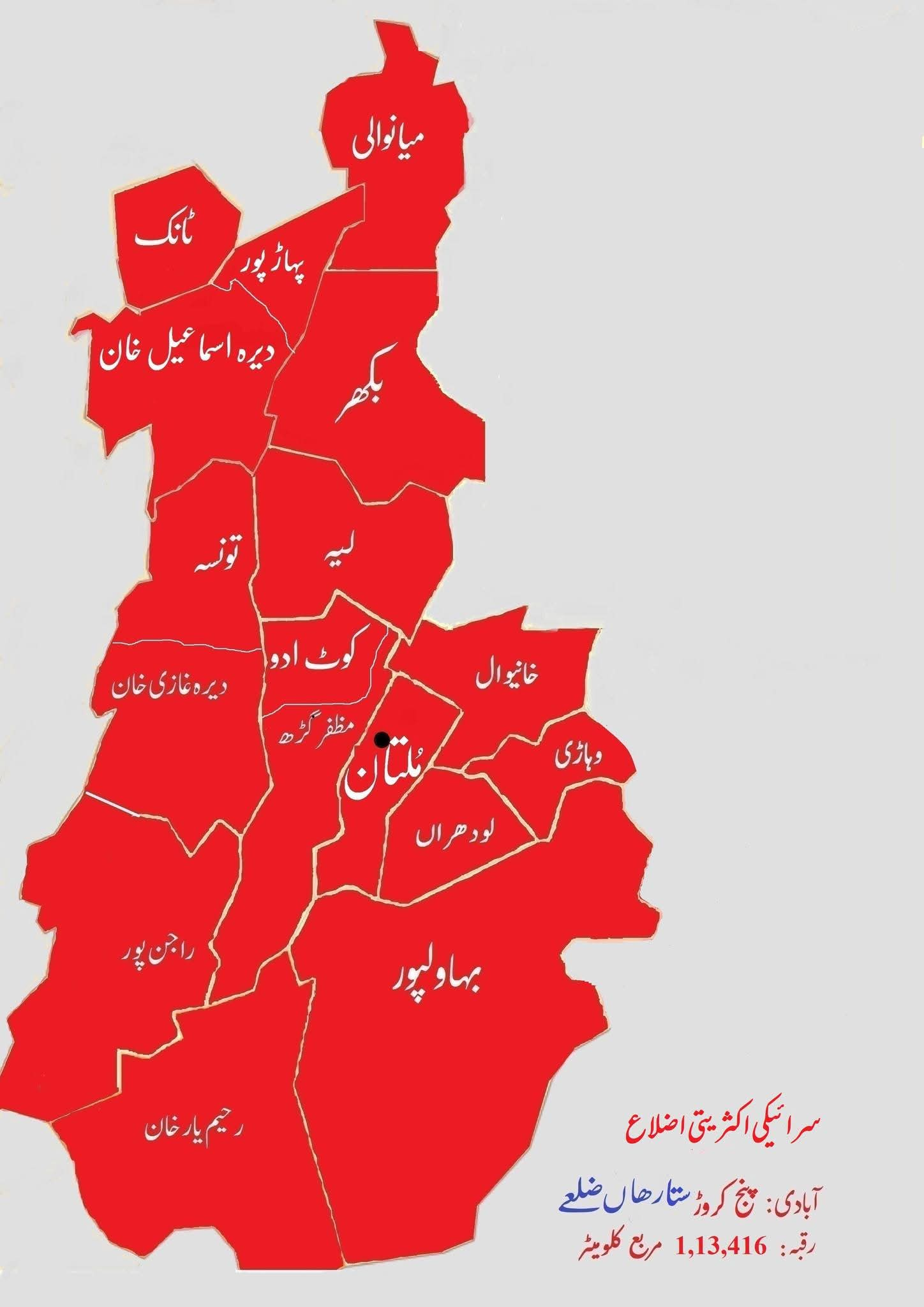
Saraikistan

## Historia
En la década de 1990, los servicios secretos indios comenzaron a apoyar el incipiente movimiento Seraiki, y a finales de 1993 una Conferencia Internacional Seraiki tuvo lugar en Delhi. El principal partido autonomista Seraiki era hasta hace pocos años el Pakistan Saraiki Party, dirigido por Taj Mohammed Langah, que reclamaba una autonomía completa y era miembro de la Pakistan Opressed Nations Movement (PONM). Recientemente el Seraiki Qaumi Movement (Seraiki National Movement) se ha convertido en la principal fuerza política nacionalista seraiki, reclamando la creación de un estado llamado Seraikistán, que ocuparía la mitad del Panyab.

## Bandera

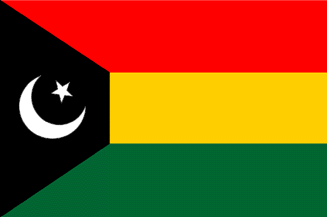
Bandera del principado de Bahawalpur y del Pakistan Seraiki Party.

Bandera del Seraiki Qaumi Movement y de facto bandera nacional de los Seraiki.

Hacia 1993, oficial u oficiosamente, los seraiki usaban la bandera del antiguo principado de Bahawalpur (cuyos territorios eran lo esencial de la posible provincia Seraiki) pero en proporción 2:3 y menores modificaciones en la media luna y estrella que probablemente correspondía al Pakistán Saraiki Party que quizás mantiene esta bandera. En los últimos años una bandera ha tomado fuerza para ser considerada nacional de los Seraikis: es la bandera del Seraiki Qaumi Movement (Seraiki National Movement), que es hoy el mayor movimiento nacionalista seraiki. Se compone de los colores rojo (por la revolución), amarillo (que simboliza la pobreza, el hambre y las privaciones) y verde (esperanza en el futuro) en disposición vertical.
- Datos: Q46713
- Multimedia: Saraiki people / Q46713